# Olapa sakania
Olapa sakania är en fjärilsart som beskrevs av Emilio Berio 1937. Olapa sakania ingår i släktet Olapa och familjen tofsspinnare. Inga underarter finns listade i Catalogue of Life.